# مجلس الفضاء الوطني (الولايات المتحدة)

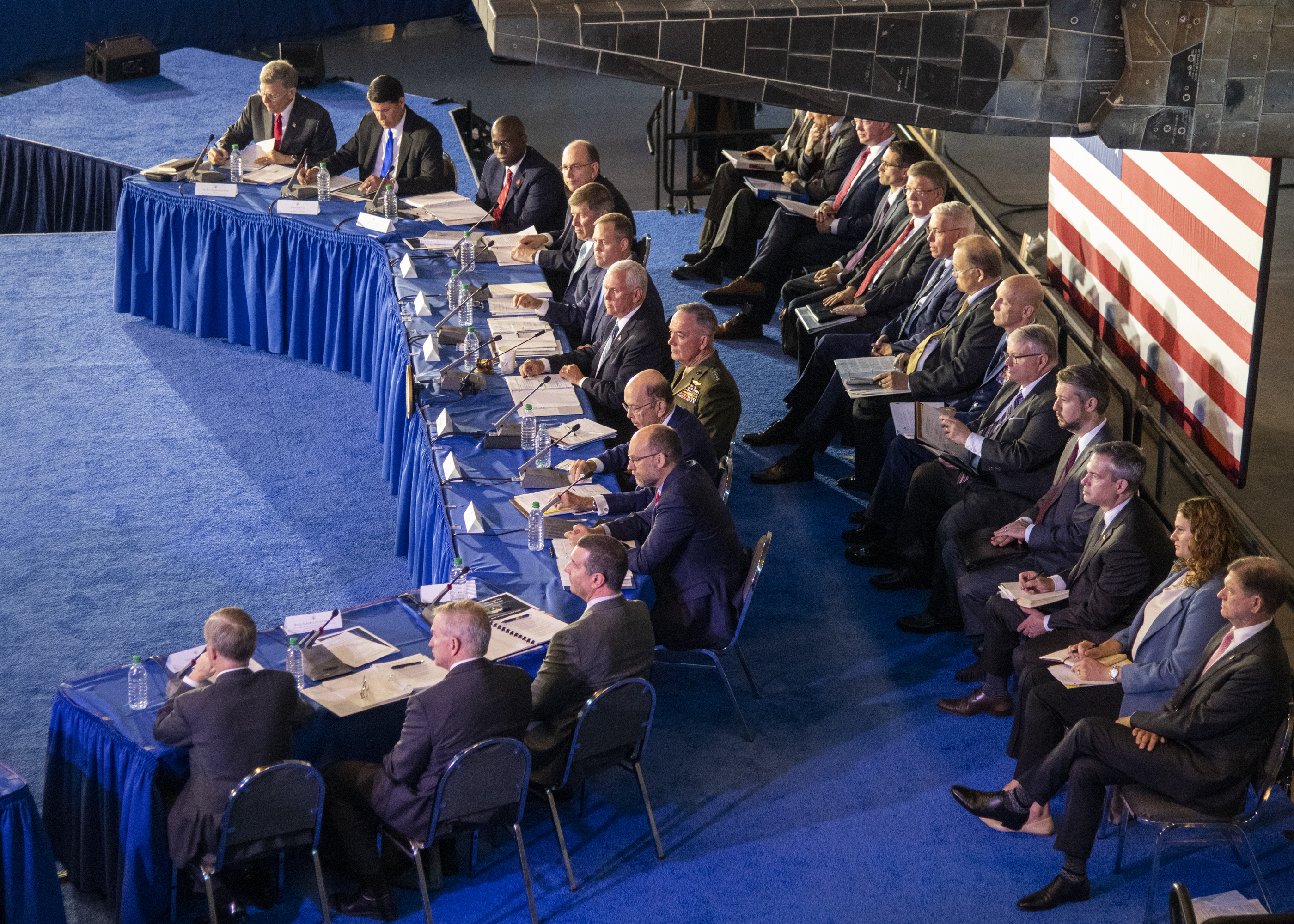
اجتماع مجلس الفضاء الوطني في عام 2019 ، في مركز ستيفن ف

مجلس الفضاء الوطني هو هيئة داخل المكتب التنفيذي لرئيس الولايات المتحدة، أنشئت في عام 1989 أثناء إدارة جورج بوش الأب، وحُلت في عام 1993، وأعيد تأسيسها في يونيو 2017 من قبل إدارة دونالد ترامب. وهي نسخة معدلة من المجلس الوطني للملاحة الجوية والفضاء السابق (1958-1973).

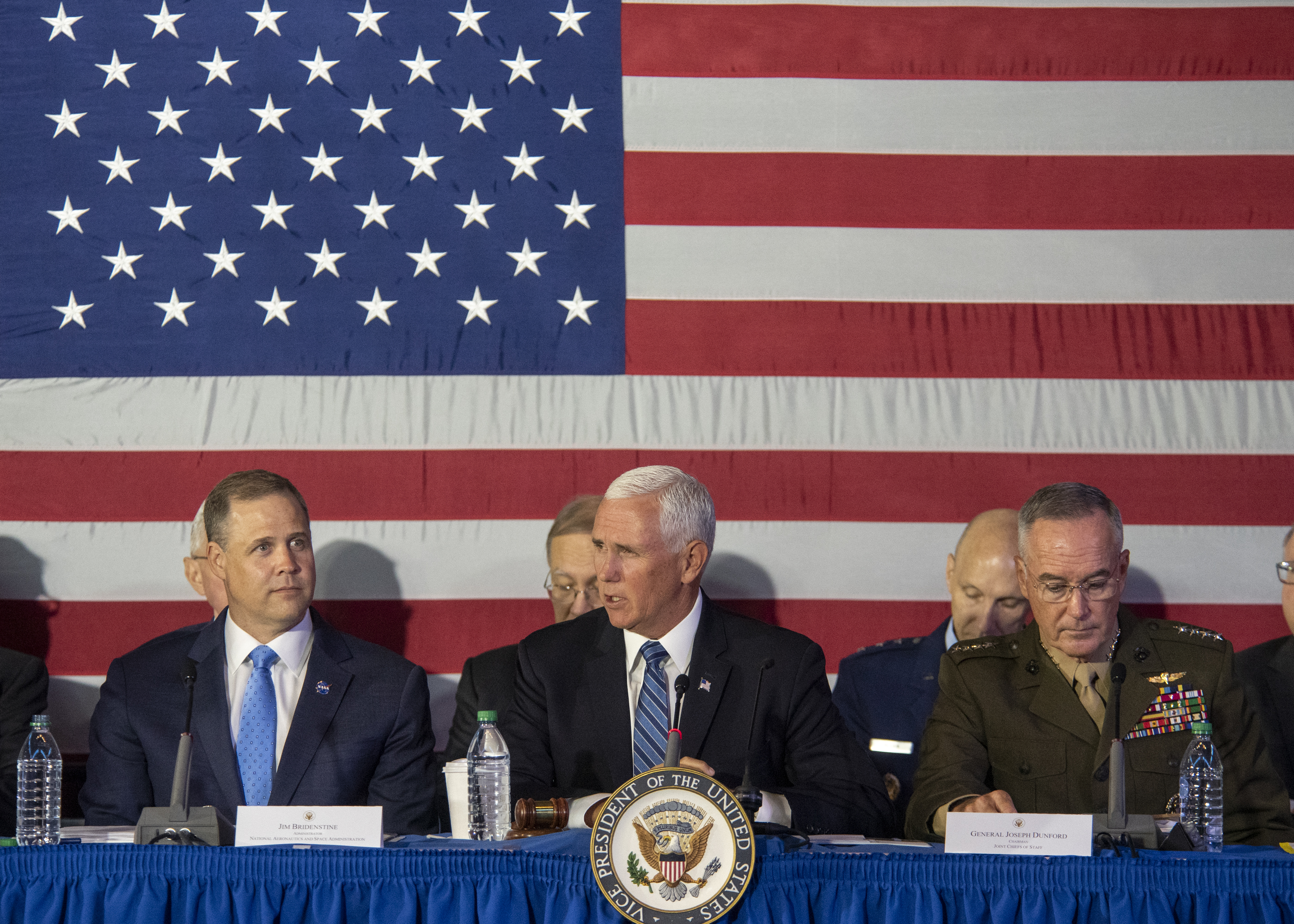
يتحدث بنس (الوسط) في الاجتماع السادس للمجلس الذي تم إحياؤه عام 2019

يعمل المجلس الوطني للفضاء كمكتب لتطوير السياسات ويتولى مجموعة من المسائل المتعلقة بالسياسات المدنية والتجارية والوطنية ومسائل الفضاء الدولية. يتألف المجلس من أعضاء على مستوى مجلس الوزراء وبدعم من المجموعة الاستشارية للمستخدمين، ويرأس المجلس نائب رئيس الولايات المتحدة.